# St. Georg (Poppenweiler)

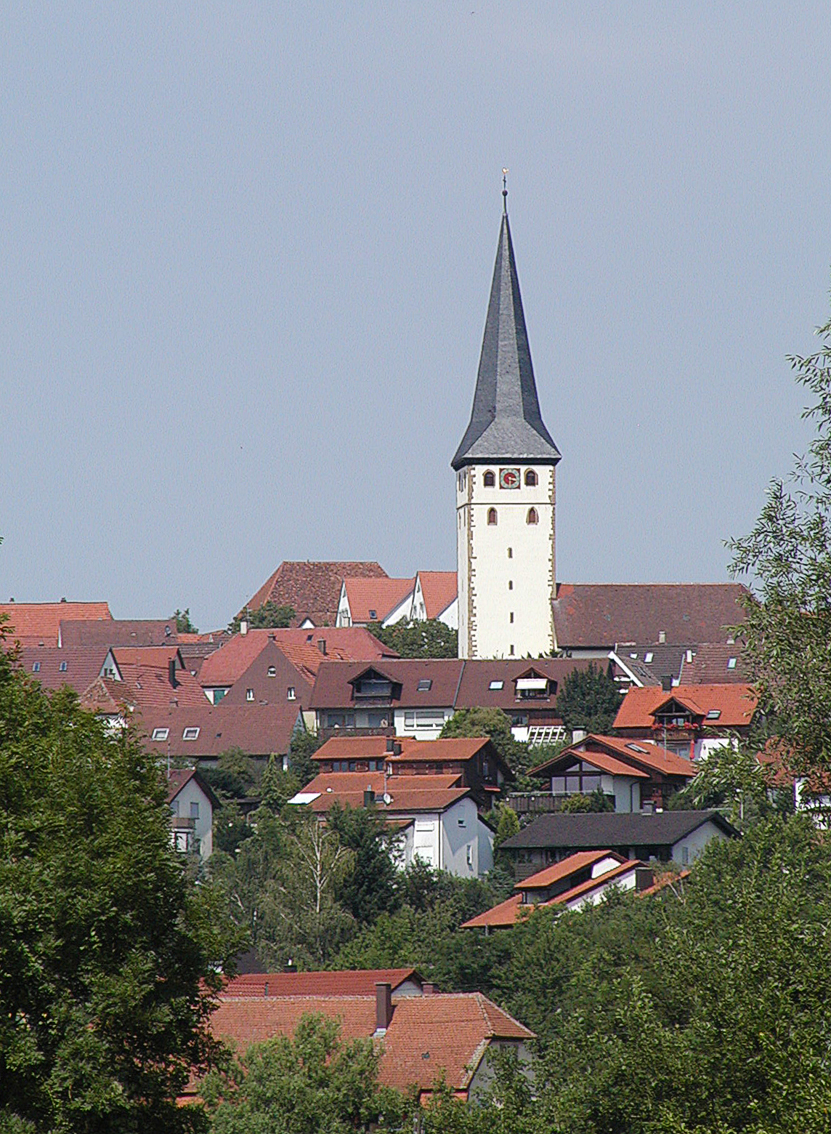
St. Georg in Poppenweiler

Die evangelische Pfarrkirche St. Georg steht in Poppenweiler, einem Stadtteil der Kreisstadt Ludwigsburg im Landkreis Ludwigsburg in Baden-Württemberg. Das Bauwerk ist beim Landesamt für Denkmalpflege Baden-Württemberg als Baudenkmal eingetragen. Die Kirchengemeinde gehört zum Kirchenbezirk Ludwigsburg der Evangelischen Landeskirche in Württemberg.

## Beschreibung
Die Saalkirche besteht aus einem 1428 gebauten Kirchturm, der 1601 mit einem Geschoss für die Turmuhr und den Glockenstuhl aufgestockt und mit einem Knickhelm bedeckt wurde. An ihn wurde 1601 das Langhaus angebaut, das im Osten dreiseitig geschlossen ist.
Im Erdgeschoss des Kirchturms befinden sich Wandmalereien, auf denen die Tugenden und die Laster symbolisch dargestellt sind. Die Orgel wurde 1967 von E. F. Walcker & Cie. gebaut.